# Советский (Нюксенский район)
Советский — хутор в Нюксенском районе Вологодской области.
Входит в состав Нюксенского сельского поселения, с точки зрения административно-территориального деления — в Березовский сельсовет.
Расстояние до районного центра Нюксеницы по автодороге — 20 км.
По данным переписи в 2002 году постоянного населения не было.